# واکنش مسلحانه (فیلم ۲۰۱۷)
واکنش مسلحانه (به انگلیسی: Armed Response) یک فیلم ویدئویی آمریکایی در ژانر اکشن و دلهره‌آور به کارگردانی جان استاکول محصول سال ۲۰۱۷ می‌باشد.

## داستان
داستان فیلم دربارهٔ گروهی بسیار آموزش دیده‌است که برای انجام مأموریتی به یک منطقهٔ قرنطینه شده می‌روند. اما وقتی که به آنجا می‌رسند، اتفاقات مرموز و عجیب و غریبی برای افراد گروه رخ می‌دهد که…

## بازیگران
- وسلی اسنایپس درنقش اسحاق
- آن هیش درنقش رایلی
- دیو انابل درنقش گابریل
- سث رالینز به عنوان برت
- کایل کلثنس درنقش تایلر
- مورگان رابرتز
- ایزا یونس … سعید رفیعی
- مو گالنی … احمدی
- مایک مهر
- جن سیمونز … مرد مظنون